# Matriz de cizallamiento

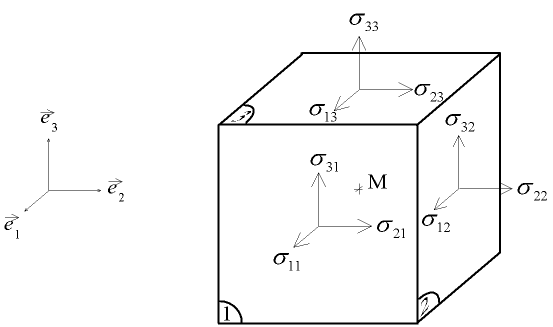
Ejemplo de aplicación de la matriz de cizallamiento en resistencia de materiales, con las componentes del tensor de tensiones en forma ortogonal

En geometría, una matriz de cizallamiento o matriz de corte, es un tipo de matriz elemental que implica la suma del múltiplo de una fila (o de una columna) a otra. Esta matriz se puede generar a partir de la matriz identidad, reemplazando algunos elementos nulos por uno o más valores distintos de cero (λ).
Una matriz de cizallamiento típica tiene la siguiente forma:
{\displaystyle S={\begin{pmatrix}1&0&0&\lambda &0\\0&1&0&0&0\\0&0&1&0&0\\0&0&0&1&0\\0&0&0&0&1\end{pmatrix}}.}
El nombre de matriz de cizallamiento o de corte se refiere al hecho de que la matriz representa una transformación asociada a una deformación lateral elástica de un objeto, similar a la que se produce en un cubo cuando se ejerce un esfuerzo tangencial (o cortante) sobre dos de sus caras opuestas. Geométricamente, dicha transformación relaciona linealmente (mediante una sola componente) pares de puntos que están separados en la dirección del eje de cizallamiento, y relaciona pares de puntos cuya separación no es puramente axial mediante un desplazamiento que tiene dos vectores componentes. Por lo tanto, el eje de cizallamiento es siempre un autovector de S.

## Transformaciones en el plano
T: R2 → R2
Cizallado horizontal:
T (x, y) = (x + λy, y)
{\displaystyle {\begin{pmatrix}x'\\y'\end{pmatrix}}={\begin{pmatrix}x+\lambda \ y\\y\end{pmatrix}}={\begin{pmatrix}1&\lambda \\0&1\end{pmatrix}}{\begin{pmatrix}x\\y\end{pmatrix}}.}
Cizallado vertical:
T (x, y) = (x, λx + y)
{\displaystyle {\begin{pmatrix}x'\\y'\end{pmatrix}}={\begin{pmatrix}x\\\lambda \ x+y\end{pmatrix}}={\begin{pmatrix}1&0\\\lambda \ &1\end{pmatrix}}{\begin{pmatrix}x\\y\end{pmatrix}}.}

## Transformación 3D
Un ejemplo de la matriz de corte 3D se utiliza en resistencia de materiales, en el cálculo general de la tensión normal y de la tensión cortante:
{\displaystyle [T_{C}]_{xyz}={\begin{bmatrix}\sigma _{xx}&\sigma _{xy}&\sigma _{xz}\\\sigma _{yx}&\sigma _{yy}&\sigma _{yz}\\\sigma _{zx}&\sigma _{zy}&\sigma _{zz}\end{bmatrix}}={\begin{bmatrix}\sigma _{x}&\tau _{xy}&\tau _{xz}\\\tau _{yx}&\sigma _{y}&\tau _{yz}\\\tau _{zx}&\tau _{zy}&\sigma _{z}\end{bmatrix}}}

## Propiedades
Si S es una matriz de cizallamiento de dimensión n×n, entonces:
- S tiene rango n, y por lo tanto se puede invertir.
- 1 es el único autovalor de S, entonces el determinante de S=1, y por lo tanto el rango de S=n.
- El autovector de S tiene como máximo n-1 componentes no nulas.
- S es asimétrica.
- S se puede convertir en una matriz por bloques intercambiando una fila por una columna.
- Área, volumen, o cualquier otra medida de una dimensión mayor, o los polígonos de orden superior, son invariantes frente a una matriz de corte según los vértice del polígono.

## Ejemplo de aplicación práctica
- Las matrices de corte se utilizan generalmente en gráficos por computadora, como en el caso de una matriz de corte que se puede utilizar para transformar el volumen de visión obtenido a través de una proyección oblicua en un paralelepípedo regular.
- Ejemplo:

Considerando el vector de proyección: {\displaystyle V_{p}=(p_{x},p_{y},p_{z})}, se debe encontrar la matriz de corte que alinea este vector con el vector normal al plano de vista. Esta transformación está representada por la siguiente ecuación:
{\displaystyle V_{p}=V_{p}S'}
Donde S' representa un corte en el eje z:
{\displaystyle S={\begin{pmatrix}1&0&\lambda _{1}&0&0\\0&1&\lambda _{2}&0&0\\0&0&1&0&0\\0&0&0&1&0\\0&0&0&0&1\end{pmatrix}}.}
Para obtener los parámetros: {\displaystyle \lambda _{1}y\lambda _{2}} se puede sustituir S' en la ecuación anterior, obteniendo las siguientes ecuaciones:
{\displaystyle 0=p_{x}+\lambda _{1}p_{z}}
{\displaystyle 0=p_{y}+\lambda _{2}p_{z}}
Resultando en:
{\displaystyle \lambda _{1}=-p_{x}/p_{z}}
{\displaystyle \lambda _{2}=-p_{y}/p_{z}}